# غيلبرت إل. فوس
غيلبرت إل. فوس (بالإنجليزية: Gilbert L. Voss)‏ هو عالم محيطات أمريكي، ولد في 1918 في هايبولوكسو في الولايات المتحدة، وتوفي في 23 يناير 1989 في ميامي في الولايات المتحدة.